# Litoria semipalmata
Litoria semipalmata är en groddjursart som först beskrevs av Parker 1936.  Litoria semipalmata ingår i släktet Litoria och familjen lövgrodor. IUCN kategoriserar arten globalt som livskraftig. Inga underarter finns listade i Catalogue of Life.